# Leopold Hennet
Maria Leopold Albrecht Hennet (* 10. Mai 1876 in Gaaden; † 27. März 1950 in Wien) war ein österreichischer Agrarier, Beamter und Minister. Bis zur Abschaffung der Adelstitel 1919 war er Freiherr.
Nach Absolvierung des Militärdienstes als Einjährig-Freiwilliger promovierte Hennet 1900 an der Universität Wien zum Dr. jur. Auf Gütern in Karlsbad war er in leitender Stellung tätig. Anschließend war er für das k.k. Ackerbauministerium als Fachberichterstatter für die Schweiz, Frankreich und Großbritannien tätig. Nach Verwendung an der Gesandtschaft in Bern, wurde er 1917 Leiter der handelspolitischen Abteilung im Ackerbauministerium und anschließend 1919 im Landwirtschaftsministerium der Republik.
Hennet wurde in der vom Nationalrat jeweils mit konservativer Mehrheit gewählten Bundesregierung Schober I 1921 sowie in der Bundesregierung Schober I Bundesminister für Land- und Forstwirtschaft und 1922 in der Bundesregierung Schober II, zusätzlich von Jänner bis Mai 1922 Außenminister. Ab 1932 vertrat er sein Land vier Jahre lang als Gesandter in Ungarn. 1937 trat er in den Ruhestand. Er wurde am Kalksburger Friedhof bestattet. Das Grab ist bereits aufgelassen.